# Roberto Massi
Roberto Massi Gentiloni Silveri (Tolentino, 15 agosto 1931 – Tolentino, 9 dicembre 2012) è stato un docente e politico italiano.

## Biografia

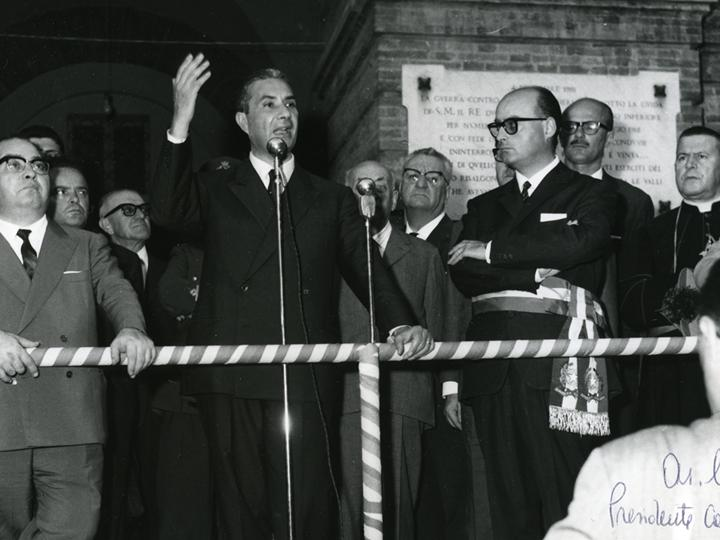
In prima fila: Aldo Moro (centro) e Roberto Massi (destra), sindaco di Tolentino, durante un comizio

Roberto Massi Gentiloni Silveri nacque a Tolentino il 15 agosto 1931. Sesto figlio del podestà Pacifico Massi e Agnese Gentiloni Silveri, esponente della famiglia dei conti Gentiloni Silveri, nobili di Filottrano, Cingoli, Macerata e Tolentino, dopo aver frequentato il ginnasio a Tolentino e il liceo classico a Camerino, si laureò all'Università di Camerino in giurisprudenza, intraprendendo poi la carriera di docente di diritto penale all'università di Camerino, e insegnante di storia e scienze umane presso il liceo dello stesso Comune. Collaboratore de Il Messaggero, Avvenire e della Rai, nel 1965 venne eletto sindaco di Tolentino, ruolo che svolgerà fino al 1968, per poi essere nuovamente rieletto dal 1970 al 1975. In questi anni riuscirà a riqualificare il territorio della frazione Le Grazie, costruendo numerose strutture pubbliche, rilancerà le Terme di Santa Lucia e riuscirà ad acquistare il Castello della Rancia e il Palazzo Parisani-Bezzi, facendoli entrare nel patrimonio comunale.
Il 23 settembre 1975 entrerà alla Camera dei deputati per la Democrazia Cristiana sostituendo Adriano Ciaffi, poiché quest'ultimo cessò il mandato il 21 agosto. Interessato al territorio di nascita, ricoprì vari incarichi pubblici e sociali, come vicepresidente della Fondazione Carima, del Comitato regionale per il Controllo delle Marche e dell'Istituto Internazionale di Studi Piceni, tesoriere della Fondazione Giustiniani Bandini, presidente vicario della Fondazione Cassa di Risparmio di Macerata, ispettore onorario della Sovrintendenza dei Beni culturali delle Marche, consigliere della Banca d'Italia di Macerata, membro dell'Accademia nazionale dell'Ovicoltura, accademico dell'Accademia Georgica, impegnandosi nel mentre nella riqualificazione della zona dell'Abbadia di Fiastra.
Nel 1996 decide di donare all'Archivio di Stato di Macerata l'archivio storico di famiglia, appartenuto al conte Nicola Gentiloni Silverj. Morirà ad 81 anni la mattina del 9 dicembre 2012 e le sue ceneri riposano al cimitero dell'Abbadia di Fiastra.

## Vita privata
Roberto Massi ha due figli, Francesco ed Emanuele, nati rispettivamente da Anna Maria Gaetani e Anna Catalini. Francesco ricoprì la carica di sindaco di Tolentino dal 12 giugno 1990 al 27 novembre 1993 per la DC. Il nipote, Alessandro Massi, ricopre tuttora il ruolo di presidente del consiglio comunale di Tolentino, essendo stato eletto consigliere il 27 giugno 2022.

## Onorificenze e riconoscimenti
Nel 2017 la Provincia di Macerata gli ha intitolato il ponte sul Fiastra della SS 78 costruito nei pressi dell'Abbadia di Fiastra in occasione della sua ristrutturazione.

## Opere
- Guida allo studio dei delitti contro l'onore, Savini-Mercuri, 1956.
- Le situazioni normalizzatrici nel diritto penale, Savini-Mercuri, 1957.
- Evangelista Massi 1609-1664 - Governatore delle Romagne - Castellano di Ferrara, 1992.
- Leggende uomini e streghe nella valle del Chienti, 1995.